# Dorycnopsis
Dorycnopsis là một chi thực vật có hoa trong họ Đậu.